# Turjak (Bośnia i Hercegowina)
Turjak (cyr. Турјак) – wieś w Bośni i Hercegowinie, w Republice Serbskiej, w gminie Gradiška. W 2013 roku liczyła 268 mieszkańców.